# Usbekodesmus varius
Usbekodesmus varius är en mångfotingart som beskrevs av Geoffroy och Sergei I. Golovatch 2004. Usbekodesmus varius ingår i släktet Usbekodesmus och familjen plattdubbelfotingar. Inga underarter finns listade i Catalogue of Life.